# Narona
Narona era il nome che gli antichi romani diedero alla città che si trovava nella valle della Narenta, oggi in Croazia. Faceva parte della provincia romana dell'Illyricum e poi di quella della Dalmazia.

## Storia

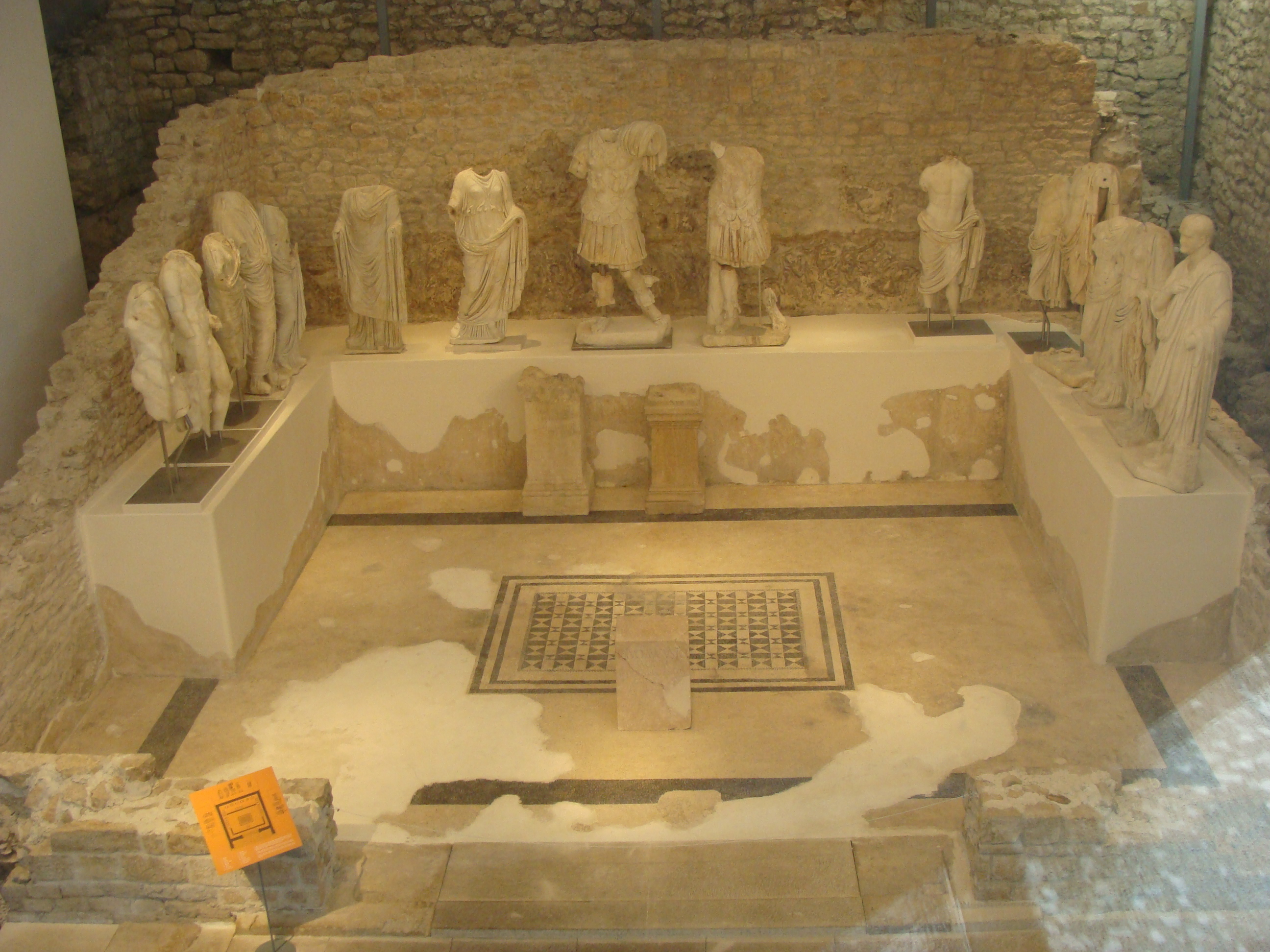
Grande tempio costruito dal governatore Dolabella.

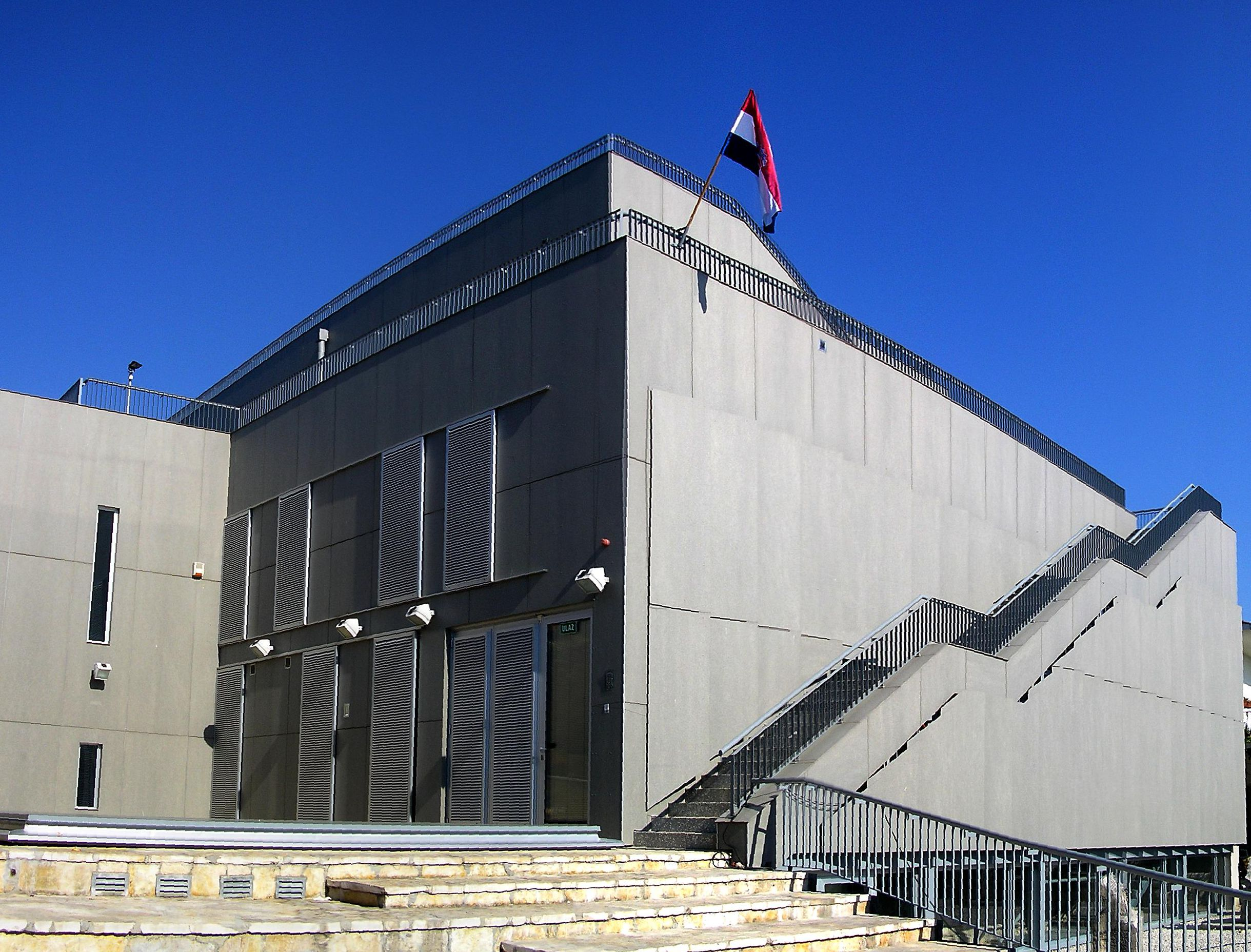
Museo archeologico di Narona.

La città romana fu fondata dopo le guerre illiriche su un precedente insediamento. Si trovava sui piani alluvionali poco distante dalla foce del fiume Narenta, presso l'odierno villaggio di Vid nel territorio del comune di Metković. Il primo insediamento risale almeno al V secolo a.C. e fu emporio e porto fluviale prima del popolo illirico dei Daorsi, poi ellenistico, ed è citato per la prima volta nel capitolo 24 del Periplo dello Pseudo-Scilace. Narona divenne la principale roccaforte romana della regione nel I secolo a.C. e fu elevata anche a capitale dell'Illirico. Dopo una parentesi sotto i regni romano-barbarici, nel 535 passò sotto l'Impero bizantino. Fu sede di un vescovado.

L'insediamento cessò di esistere nel VII secolo in seguito alle invasioni delle tribù degli Avari e degli Slavi che razziarono e distrussero la città. In seguito gli slavi insediatisi nella regione, che diverranno poi noti come Narentani, ripopolarono e riportarono in vita l'antica città. I narentani si dedicarono al commercio tra i centri costieri e l'entroterra proprio attraverso la comoda via di comunicazione costituita dal corso e dalla valle del fiume Narenta, ma soprattutto essi divennero abili e temuti pirati, capaci di recare danni in quasi tutto il bacino adriatico. Narona divenne così un mercato ed un baluardo di questi pirati adriatici. Sul sito, dopo la conversione dei Narentani al Cristianesimo (di rito Ortodosso, trovandosi essi sotto l'influenza bizantina), venne edificata una chiesa dedicata al loro protettore San Vito che estenderà il suo nome all'abitato, che da allora sarà conosciuto anche come Vid o Vido.

Dopo alterne vicende, saranno i nuovi invasori ottomani, tra il 1463 e il 1464, a saccheggiare, bruciare e distruggere fino alle fondamenta Narona, che per la sua posizione strategica costituiva un potenziale pericolo. La popolazione fu massacrata, deportata o fuggì e si disperse in altre località. L'antica città scomparse così per sempre senza riuscire più a risorgere.
Fu forse nativo di Narona Marco Aurelio Caro, imperatore romano tra il 282 e il 283.
Nel 1995 fu scoperto un tempio romano, che era stato dedicato dal governatore Dolabella e conteneva le statue degli imperatori Claudio e Vespasiano, così come due di Augusto e di sua moglie Livia Drusilla. Le statue erano state vandalizzate alla fine del IV secolo, forse dai cristiani o durante tumulti antiimperiali: erano sul pavimento e le loro teste e mani erano state tagliate. Le teste di Vespasiano e una di Livia furono trovate nel territorio circostante da Arthur Evans nel 1878. Le teste sono state così riunite ai propri corpi. Le famose statue romane hanno girato grandi musei europei.